# Petit Sommartel
Petit Sommartel är en kulle i Schweiz. Den ligger i kantonen Neuchâtel, i den västra delen av landet, 50 km väster om huvudstaden Bern. Toppen på Petit Sommartel är 1 307 meter över havet.